# Chinshakiangosaurus
Chinshakiangosaurus  ist eine Gattung von Dinosauriern und vermutlich einer der ursprünglichsten bekannten Vertreter der Sauropoden. Die einzige Art Chinshakiangosaurus chunghoensis stammt aus dem Unterjura Chinas und ist durch ein fragmentarisches Skelett bekannt. Chinshakiangosaurus gehört zu den wenigen sehr ursprünglichen Sauropoden, von denen Schädelknochen bekannt sind, und ist deshalb für das Verständnis der frühen Evolution dieser Gruppe von Bedeutung. Beispielsweise zeigt diese Gattung Hinweise auf fleischige Backen, ein Merkmal, das zwar von den Vorläuferformen der Sauropoden (den „Prosauropoden“) bekannt war, bei Sauropoden selber jedoch bislang nicht nachgewiesen werden konnte.

## Merkmale und Ernährungsweise
Chinshakiangosaurus war wie alle Sauropoden ein großer, vierbeiniger Pflanzenfresser mit langem Hals und Schwanz. Das einzige bekannte Exemplar wird auf eine Körperlänge von 12 bis 13 Meter geschätzt. Die fragmentarischen Reste schließen das Dentale (den zahntragende Knochen des Unterkiefers) mit Zähnen sowie verschiedene Knochen des Körperskeletts (Postkranium) mit ein. Ausführlich beschrieben wurden bislang lediglich das Dentale und die Zähne; das restliche Skelett bedarf weiterer wissenschaftlicher Bearbeitung.
Die beiden Hälften des Unterkiefers waren in Draufsicht gebogen und liefen somit U-förmig aufeinander zu, was zu einer breiten Schnauze führte. Dieses Merkmal ist typisch für Sauropoden – bei Prosauropoden hingegen waren die Unterkieferhälften gerade und liefen V-förmig aufeinander zu, die Schnauze war somit spitz. Paul Upchurch und Kollegen (2007) ziehen Rückschlüsse auf die Ernährungsweise: Die spitz zulaufende Schnauze der Prosauropoden könnte darauf hinweisen, dass diese Tiere nur bestimmte Pflanzenteile gezielt zum Fressen auswählten (Selektierer), während die breite Schnauze bei Chinshakiangosaurus und den meisten Sauropoden anzeigen könnte, dass diese Tiere ungezielt große Mengen an Pflanzenmaterial aufnahmen (eng. bulk browsing).
Während Prosauropoden typischerweise eine zahnfreie Lücke zwischen den vordersten Zähnen und der Spitze des Unterkiefers zeigen, ist diese Lücke bei Chinshakiangosaurus und den Sauropoden nicht vorhanden. Die Zahngröße nahm zur Schnauzenspitze hin zu, wie bei den Sauropoden. Ebenfalls typisch für Sauropoden ist eine seitliche knöcherne Platte, die außen entlang der Zahnreihe verlief und zur Schnauzenspitze hin zunehmend stärker wurde. Laut Upchurch und Kollegen (2007) verhinderte diese Knochenplatte, dass die Zähne beim Entlauben von Pflanzen aus ihrer Position gebracht wurden.
Das Dentale ist tief; wie bei den Prosauropoden nimmt die Tiefe dieses Knochens jedoch zur Schnauzenspitze hin ab, wo er bei den Sauropoden an der Symphyse (die Verbindungsnaht der Unterkieferhälften) die größte Tiefe erreichte. Von der Seite betrachtet zeigt das Dentale einen deutlichen Kamm, der von der Oberkante des hinteren Knochenendes aus diagonal nach vorne verläuft. Dieses Merkmal ist ansonsten nur bei „Prosauropoden“ bekannt, wo es als Ansatzstelle einer fleischigen Backe interpretiert wird. Eine solche Backe hätte verhindert, dass Nahrung beim Fressen aus dem Mund herausfiel, und könnte darauf hinweisen, dass die Nahrung vor dem Schlucken zu einem gewissen Grad oral verarbeitet wurde. Sollte sich die Klassifikation von Chinshakiangosaurus als ursprünglicher Sauropode bestätigen, wäre dies der erste Hinweis auf fleischige Backen auch bei sehr ursprünglichen Sauropoden.
Auf jeder Seite des Unterkiefers saßen vermutlich 19 Zähne – mehr als bei allen bekannten Sauropoden, aber weniger als bei dem „Prosauropoden“ Plateosaurus. Die Zähne sind lanzettförmig und mit groben Zähnchen besetzt; damit ähneln sie denen der Prosauropoden mehr als den löffelförmigen Zähnen typischer Sauropoden. Der Zahnschmelz hingegen ist gefaltet, ein für Sauropoden typisches Merkmal – bei Prosauropoden ist er glatt. Auch ist die zur Zunge gewandte Seite der Zähne leicht konkav, möglicherweise ein Anfangsstadium hin zu den stark konkaven und damit löffelförmigen Zähnen späterer Sauropoden.

## Systematik
Dong Zhiming klassifiziert Chinshakiangosaurus anfangs als ein Vertreter der Melanorosauridae, welche er für Vertreter der „Prosauropoden“ hält, bemerkt aber, dass die Zähne denen der Sauropoden ähneln. Jüngere Studien betrachten diese Gattung dagegen als einen ursprünglichen Sauropoden. Dabei steht die Gattung als einer der ursprünglichsten bekannten Sauropoden an der Basis des Stammbaums dieser Gruppe. Die genauen Verwandtschaftsbeziehungen sind jedoch unbekannt.

## Fund
Die Fossilien wurden 1970 von Zhao Xijin und Kollegen im Kreis Yongren (W.-G. Yung-jen) im zentralen Yunnan entdeckt. Der Fundort zählt zum unteren Teil der Fengjiahe-Formation, welche aus rötlichen Tonsteinen, Silt- und Sandsteinen besteht, die vermutlich fluvolakustrin (durch Flüsse und innerhalb von Seen) abgelagert wurden. Das Alter kann anhand von Fossilien wasserlebender Wirbelloser wie Ostracoden und Muscheln auf den Unterjura datiert werden; eine genauere Datierung ist derzeit nicht möglich.
Das Holotyp-Exemplar (Exemplarnummer IVPP V14474) besteht aus einem linken Dentale, wenigen Wirbeln (Hals-, Rücken- und Schwanzwirbel), beiden Schulterblättern, einigen Beckenknochen sowie den Hinterbeinen. C. H. Ye (1975) benannte dieses Skelett als Chinshakiangosaurus chunghoensis (nach dem Fluss Jinsha Jiang und der Gemeinde Zhonghe (W.-G. Chung-ho) im Kreis Yongren), allerdings ohne eine Beschreibung zu veröffentlichen, weshalb der neue Name anfangs als Nomen nudum („nackter Name“) geführt werden musste. Erst 1992 bot Dong Zhiming eine kurze Beschreibung der Fossilien, womit der Name gültig wurde – die Autorenschaft des Namens wird seither korrekt als "Chinshakiangosaurus chunghoensis Ye vide Dong, 1992" zitiert.
Nach der Beschreibung durch Dong blieb der Fund lange unbeachtet. Upchurch und Kollegen (2004) deklarierten die Gattung als Nomen dubium („dubioser Name“), klassifizierten sie jedoch bereits innerhalb der Sauropoden. 2007 veröffentlichten Upchurch und Kollegen eine umfangreichere Neuuntersuchung des Unterkiefers und erkennen Chinshakiangosaurus als gültige Gattung an.